# 谷山中央
谷山中央（たにやまちゅうおう）は、鹿児島県鹿児島市の町丁。郵便番号は891-0141。人口は16,648人、世帯数は8,048世帯（2020年4月1日現在）。谷山中央一丁目から谷山中央八丁目までが設置されており、谷山中央五丁目から谷山中央八丁目までの全域で住居表示を実施している。また、谷山中央一丁目から谷山中央四丁目までについては、地番整理が行われなかったため旧番地のままであり住居表示未実施区域である。
江戸時代には谷山郷（外城）の麓があり、明治時代の町村制施行から1967年（昭和42年）の谷山市と鹿児島市の新設合併まで谿山郡谷山村、鹿児島郡谷山町、谷山市の役所の所在地であった。谷山中央は商人の街として盛んである。

## 地理
鹿児島市の南部、永田川下流域に位置している。町域の北方には上福元町、東谷山、小松原、南方には和田、西方には慈眼寺町、下福元町、西谷山、東方には卸本町、南栄がそれぞれ接している。
藩政時代より現在の鹿児島市立谷山小学校に置かれていた谷山郷の地頭仮屋を中心とした麓を形成していた。廃藩置県後も1967年に谷山市が鹿児島市と新設合併するまでは谷山村、町制施行後の谷山町、市制施行後の谷山市の役所が設置され、鹿児島市となった現在でも鹿児島市役所谷山支所などが置かれ、旧谷山市の区域からなる谷山地域の中心部となっている。
町域の中央を南北に国道225号が通り、北端部を指宿枕崎線が東西通っており、町域内には谷山駅が所在している。また、谷山駅前には谷山駅と国道225号の谷山駅前交差点間の50メートルほどを結ぶ鹿児島県道212号谷山停車場線がある。中央部には鹿児島市役所谷山支所や鹿児島市立谷山小学校、谷山サザンホール、北部の谷山駅周辺には鹿児島情報高等学校、西部には鹿児島県立鹿児島南高等学校及び鹿児島市立谷山中学校が所在している。

### 河川
- 永田川 - 二級河川
- 和田川
- 木之下川

## 歴史
1996年（平成8年）2月13日に上福元町、下福元町、谷山塩屋町の一部から分割され、鹿児島市の町として「谷山中央一丁目」、「谷山中央二丁目」、「谷山中央三丁目」、「谷山中央四丁目」、「谷山中央五丁目」、「谷山中央六丁目」、「谷山中央七丁目」が設置された。丁目別では、谷山中央一丁目が上福元町の一部、谷山中央二丁目及び谷山中央三丁目が上福元町及び谷山塩屋町（本町）の一部、谷山中央四丁目は上福元町、谷山塩屋町（町方は本町）及び下福元町の一部、谷山中央五丁目及び谷山中央六丁目は下福元町の一部、谷山中央七丁目は下福元町及び上福元町の一部であった。また、谷山中央五丁目から谷山中央七丁目の区域内において住居表示が実施された。
2014年（平成26年）2月17日には谷山第二地区土地区画整理事業の事業区域の一部で谷山第二地区（第一期）として住居表示が実施され、上福元町の一部（谷山第二地区のうち惣福森山線より東側の区域）より「谷山中央八丁目」が設置された。

### 町域の変遷
| 実施後                 | 実施年             | 実施前             |
| ---------------------- | ------------------ | ------------------ |
| 谷山中央一丁目（新設） | 1996年（平成8年）  | 上福元町（一部）   |
| 谷山中央二丁目（新設） | 1996年（平成8年）  | 上福元町（一部）   |
| 谷山中央二丁目（新設） | 1996年（平成8年）  | 谷山塩屋町（一部） |
| 谷山中央三丁目（新設） | 1996年（平成8年）  | 上福元町（一部）   |
| 谷山中央三丁目（新設） | 1996年（平成8年）  | 谷山塩屋町（一部） |
| 谷山中央四丁目（新設） | 1996年（平成8年）  | 上福元町（一部）   |
| 谷山中央四丁目（新設） | 1996年（平成8年）  | 谷山塩屋町（一部） |
| 谷山中央四丁目（新設） | 1996年（平成8年）  | 下福元町（一部）   |
| 谷山中央五丁目（新設） | 1996年（平成8年）  | 下福元町（一部）   |
| 谷山中央六丁目（新設） | 1996年（平成8年）  | 下福元町（一部）   |
| 谷山中央七丁目（新設） | 1996年（平成8年）  | 下福元町（一部）   |
| 谷山中央七丁目（新設） | 1996年（平成8年）  | 上福元町（一部）   |
| 谷山中央八丁目（新設） | 2014年（平成26年） | 上福元町（一部）   |

## 人口

### 町丁別
|                | 世帯数 | 人口  |
| -------------- | ------ | ----- |
| 谷山中央一丁目 | 809    | 1,496 |
| 谷山中央二丁目 | 2,211  | 4,310 |
| 谷山中央三丁目 | 722    | 1,484 |
| 谷山中央四丁目 | 913    | 1,781 |
| 谷山中央五丁目 | 780    | 1,685 |
| 谷山中央六丁目 | 1,102  | 2,367 |
| 谷山中央七丁目 | 1,077  | 2,504 |
| 谷山中央八丁目 | 434    | 1,048 |

### 国勢調査
以下の表は国勢調査による小地域集計が開始された1995年以降の人口の推移である。
| 年                 | 人口   |
| ------------------ | ------ |
| 2000年（平成12年） | 17,662 |
| 2005年（平成17年） | 17,695 |
| 2010年（平成22年） | 17,350 |
| 2015年（平成27年） | 16,887 |

## 施設

### 公共
- 鹿児島市役所谷山支所[19]
- 谷山市民会館[20]
  - 鹿児島市立図書館谷山市民会館図書室[21]
- 谷山サザンホール[22]
- 鹿児島市建設局 都市計画部  谷山都市整備課
- 慈眼寺温泉
- 谷山福祉館[23]

### 教育
- 学校法人原田学園鹿児島キャリアデザイン専門学校[24]
- 鹿児島県立鹿児島南高等学校[25]
- 学校法人原田学園鹿児島情報高等学校[25]
- 鹿児島市立谷山中学校[26]

鹿児島市立谷山小学校
- 清谿幼稚園[28]

### 郵便局
- 鹿児島南郵便局[29]
- 鹿児島慈眼寺郵便局[30]

### 病院
- 川島病院

- 鹿児島生協病院
- 三宅病院
- 児玉整形外科クリニック

### 公園
- 谷山第一中央公園

### ギャラリー

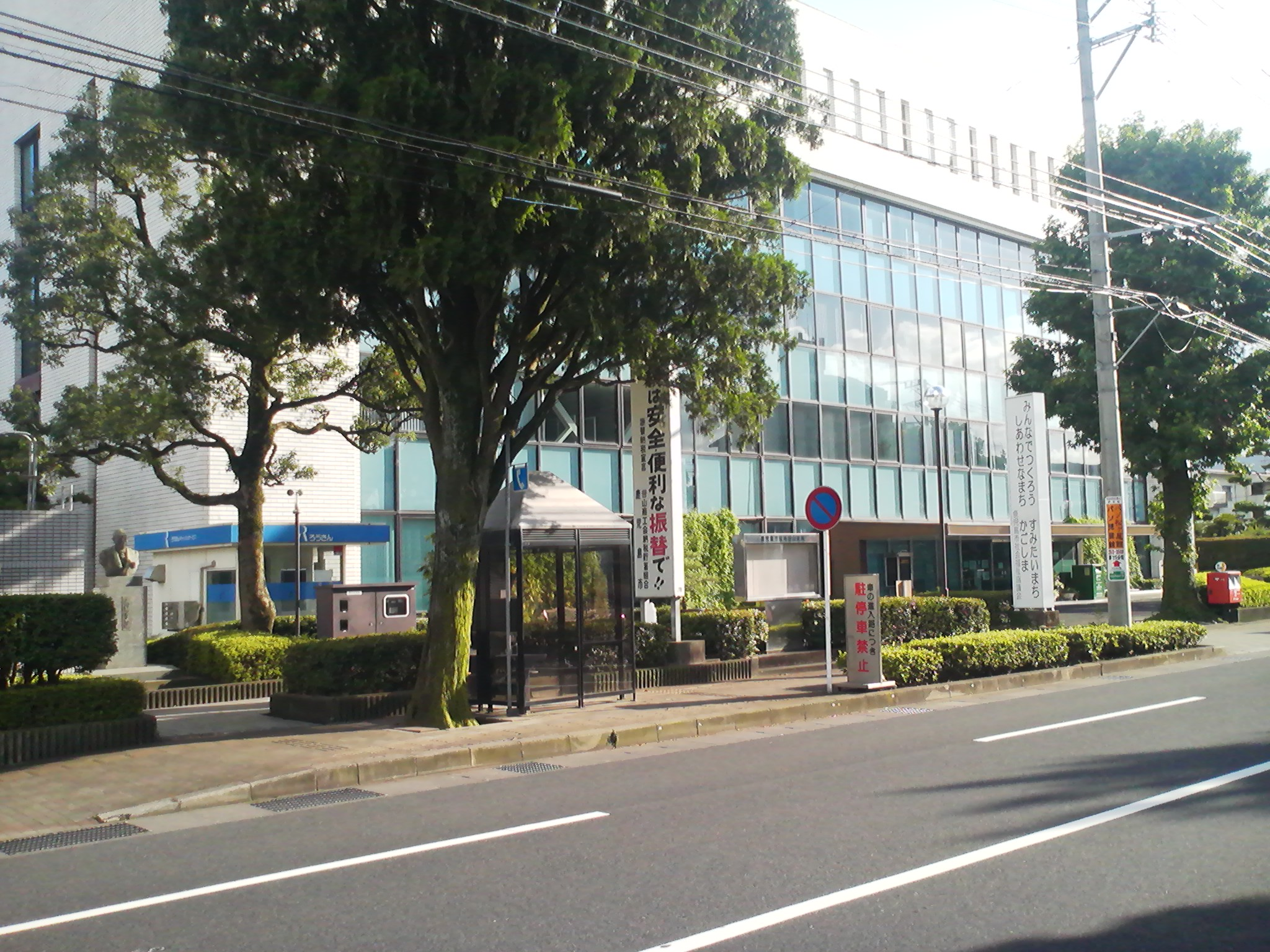
鹿児島市役所谷山支所
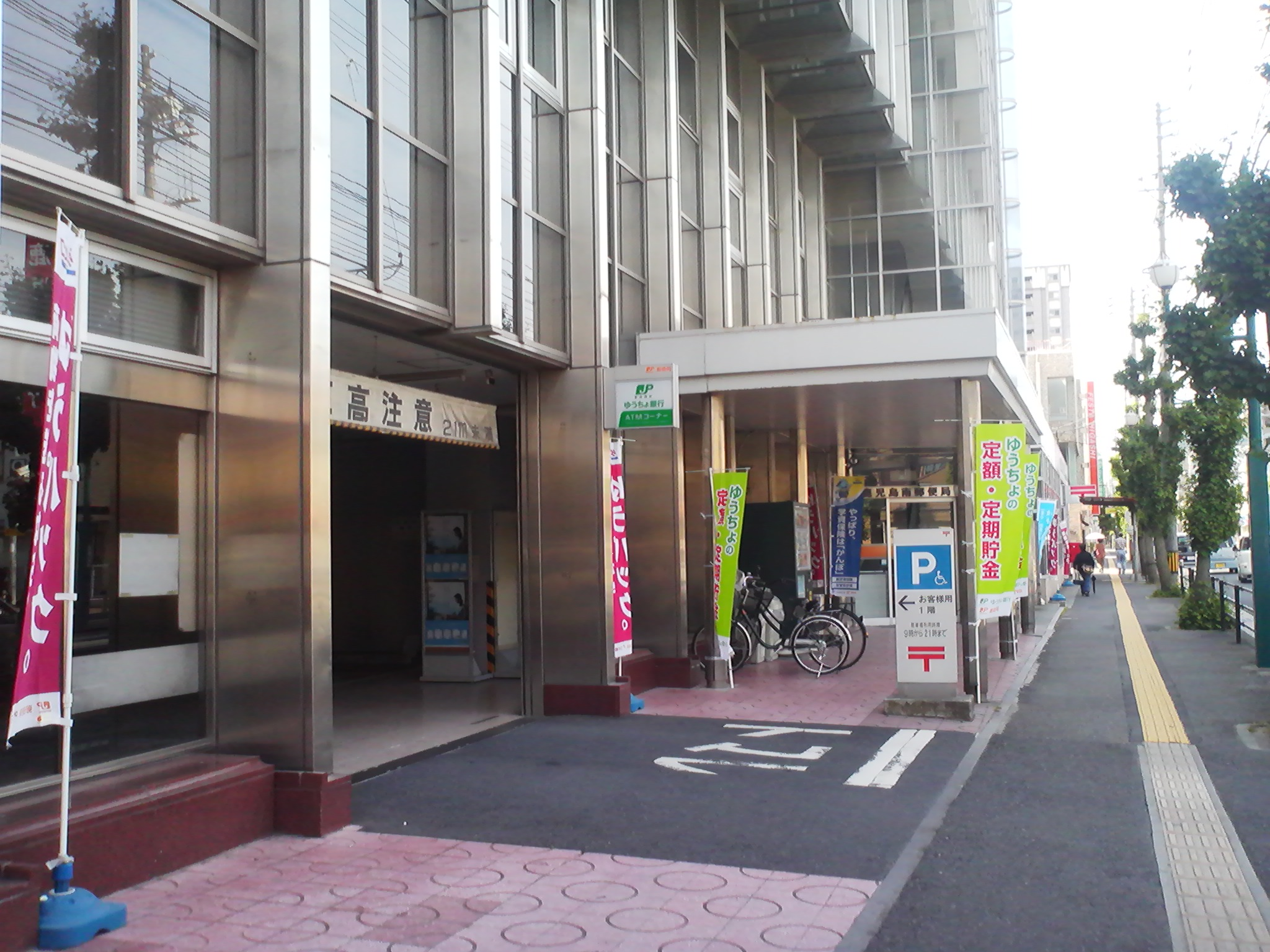
鹿児島南郵便局
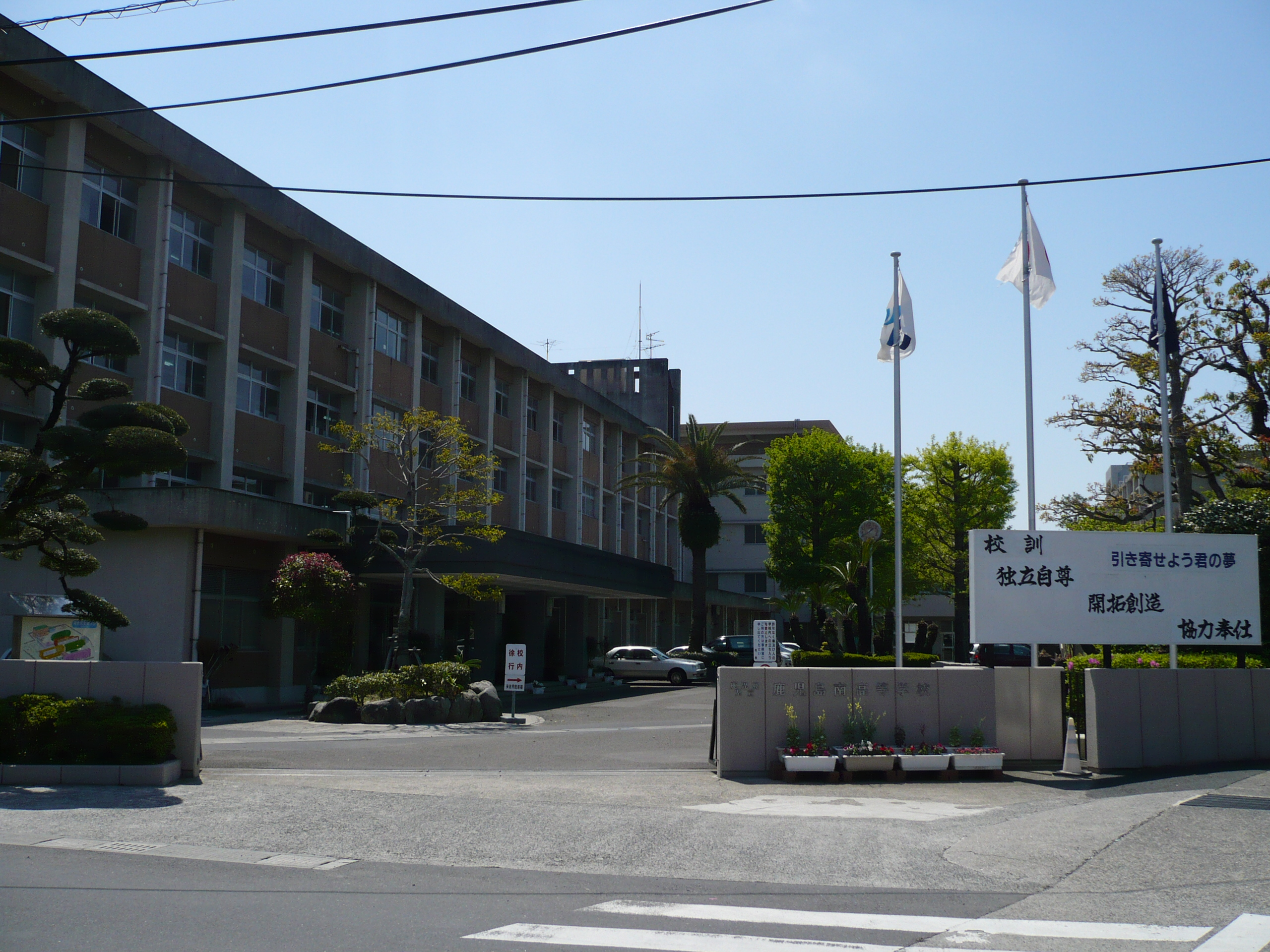
鹿児島県立鹿児島南高等学校
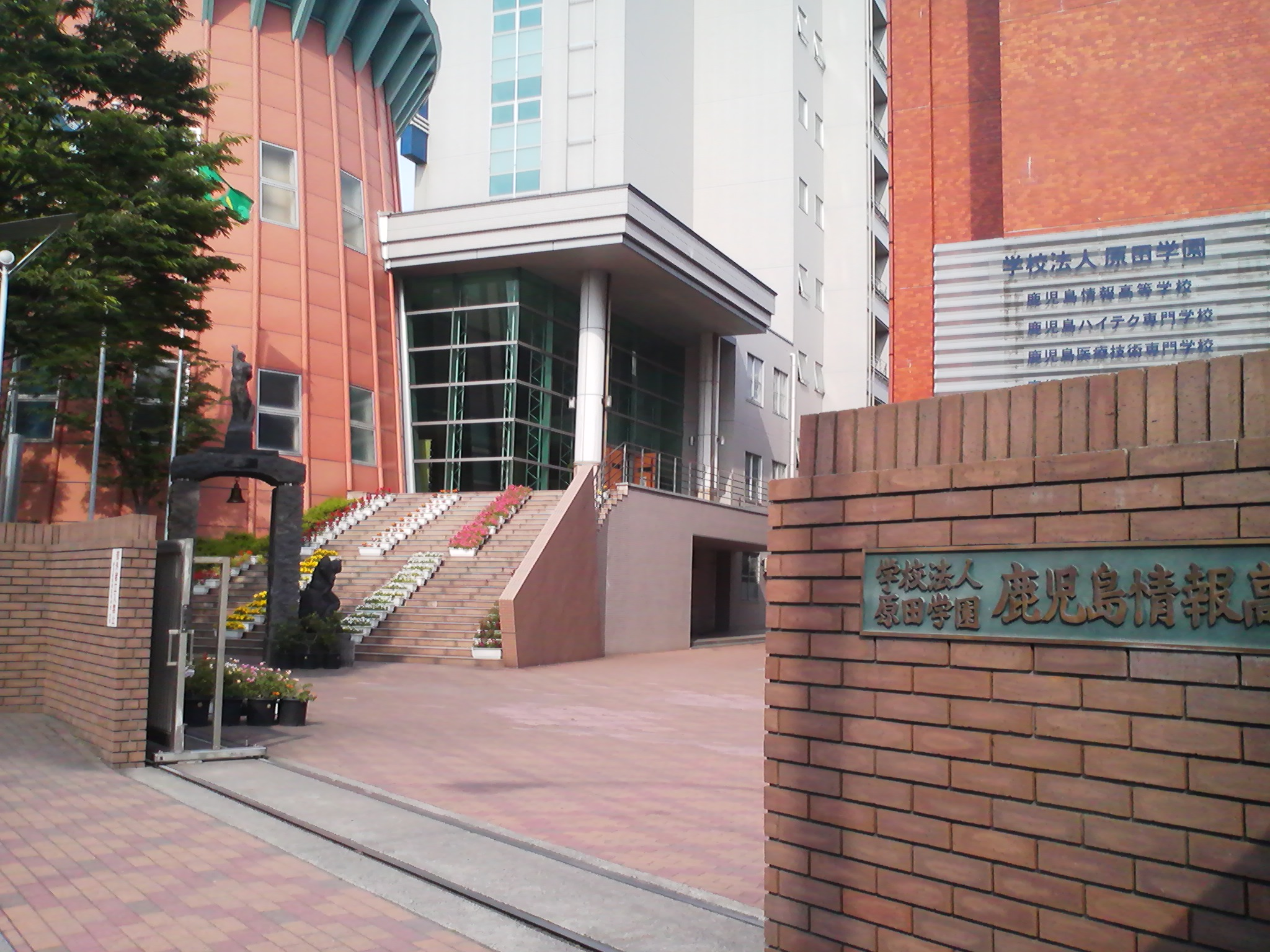
鹿児島情報高等学校
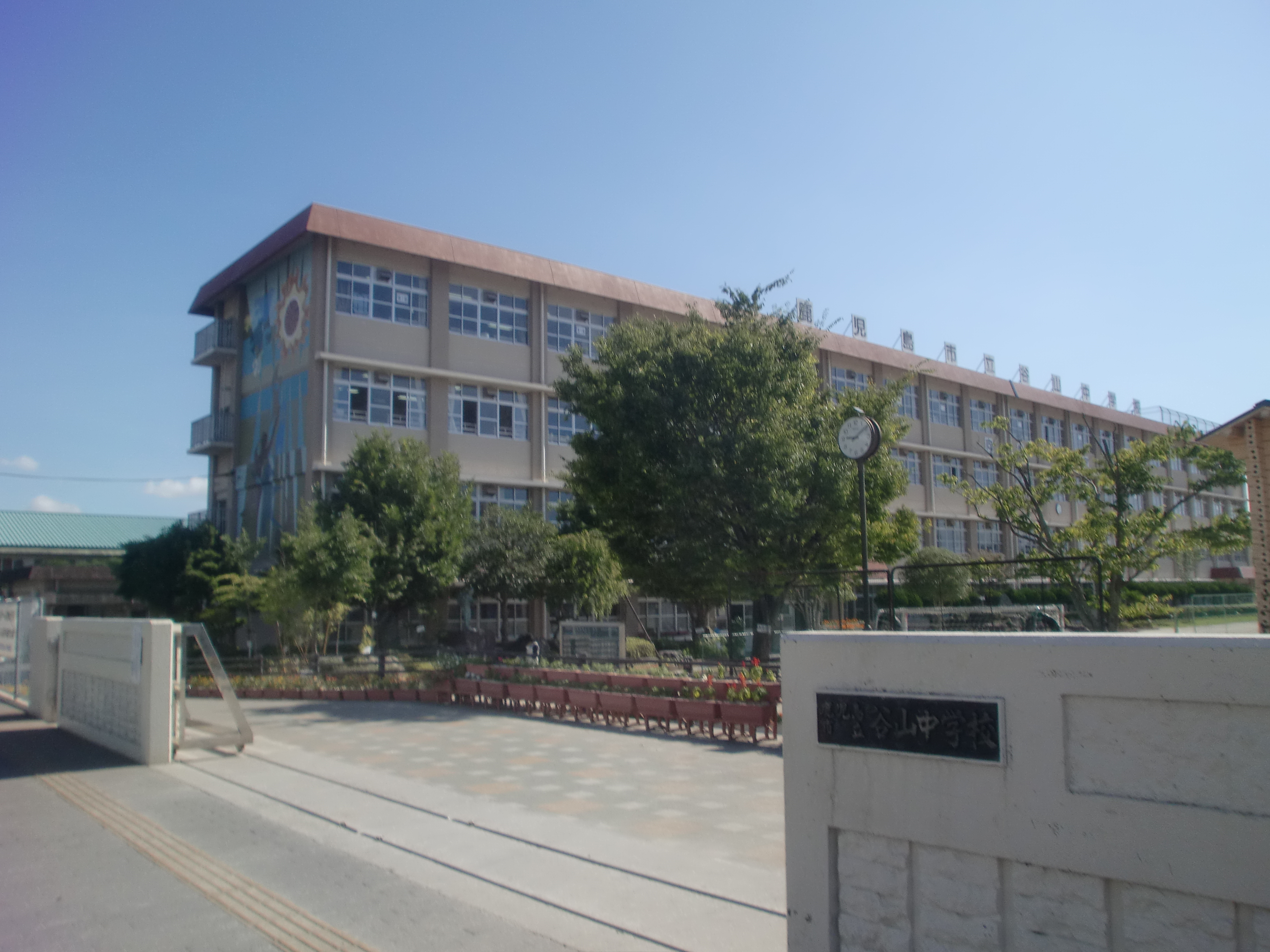
鹿児島市立谷山中学校
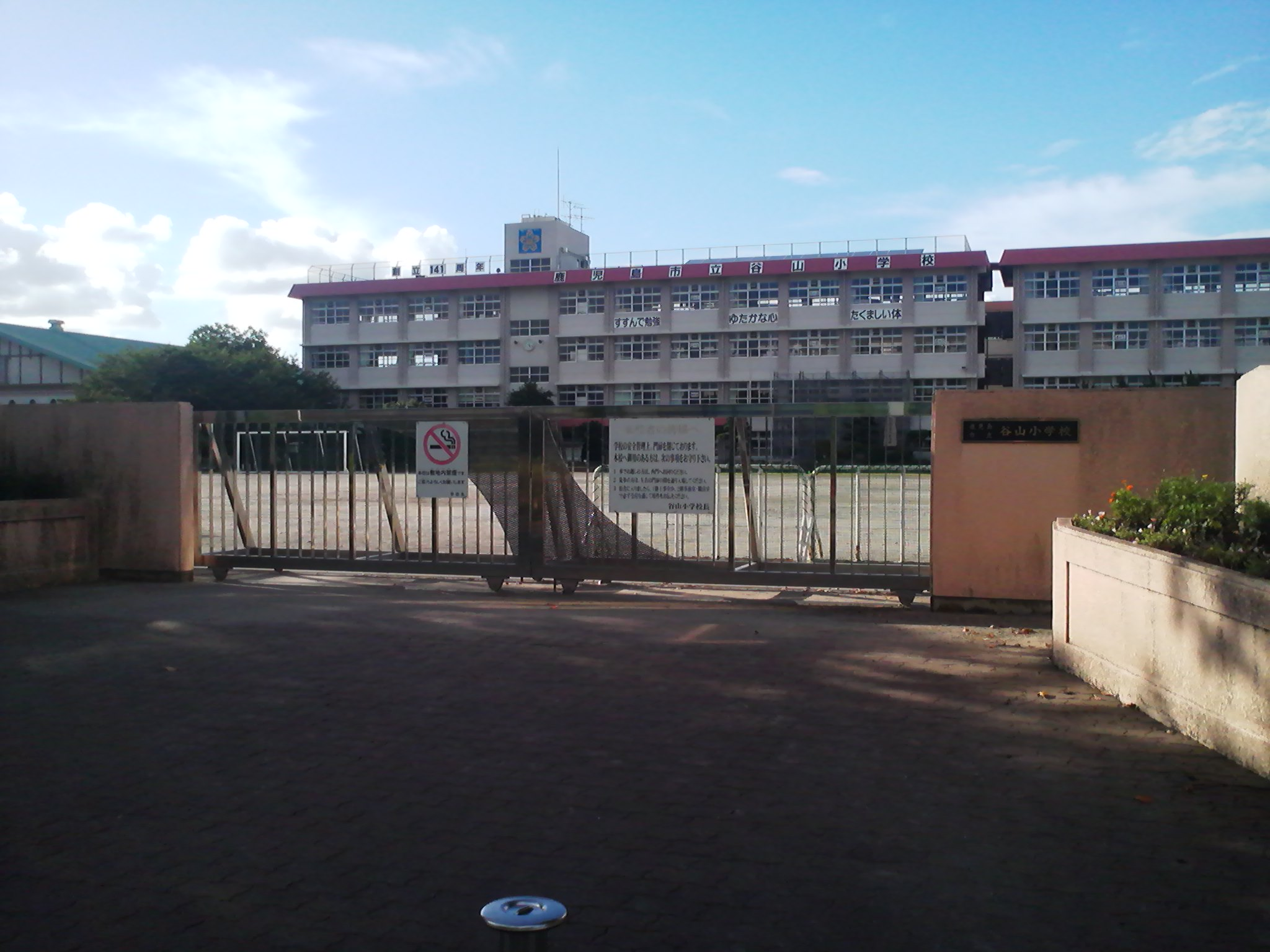
鹿児島市立谷山小学校
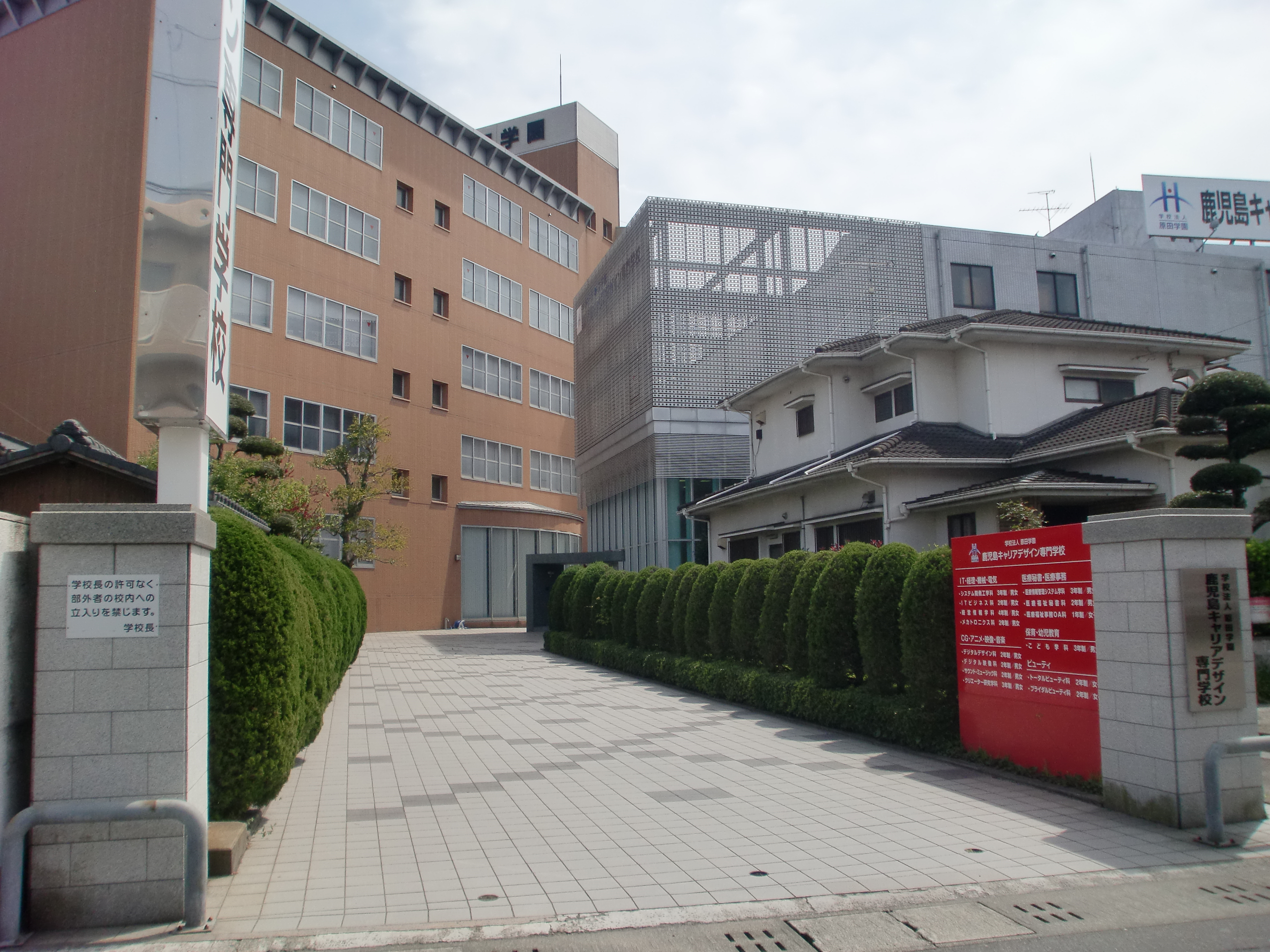
鹿児島キャリアデザイン専門学校

## 小・中学校の学区
市立小・中学校に通う場合、学区（校区）は以下の通りとなる。
| 町丁           | 番・番地 | 小学校               | 中学校               |
| -------------- | -------- | -------------------- | -------------------- |
| 谷山中央一丁目 | 全域     | 鹿児島市立谷山小学校 | 鹿児島市立谷山中学校 |
| 谷山中央二丁目 | 全域     | 鹿児島市立谷山小学校 | 鹿児島市立谷山中学校 |
| 谷山中央三丁目 | 全域     | 鹿児島市立谷山小学校 | 鹿児島市立谷山中学校 |
| 谷山中央四丁目 | 全域     | 鹿児島市立谷山小学校 | 鹿児島市立谷山中学校 |
| 谷山中央五丁目 | 全域     | 鹿児島市立谷山小学校 | 鹿児島市立谷山中学校 |
| 谷山中央六丁目 | 全域     | 鹿児島市立谷山小学校 | 鹿児島市立谷山中学校 |
| 谷山中央七丁目 | 全域     | 鹿児島市立谷山小学校 | 鹿児島市立谷山中学校 |
| 谷山中央八丁目 | 全域     | 鹿児島市立谷山小学校 | 鹿児島市立谷山中学校 |

## 交通

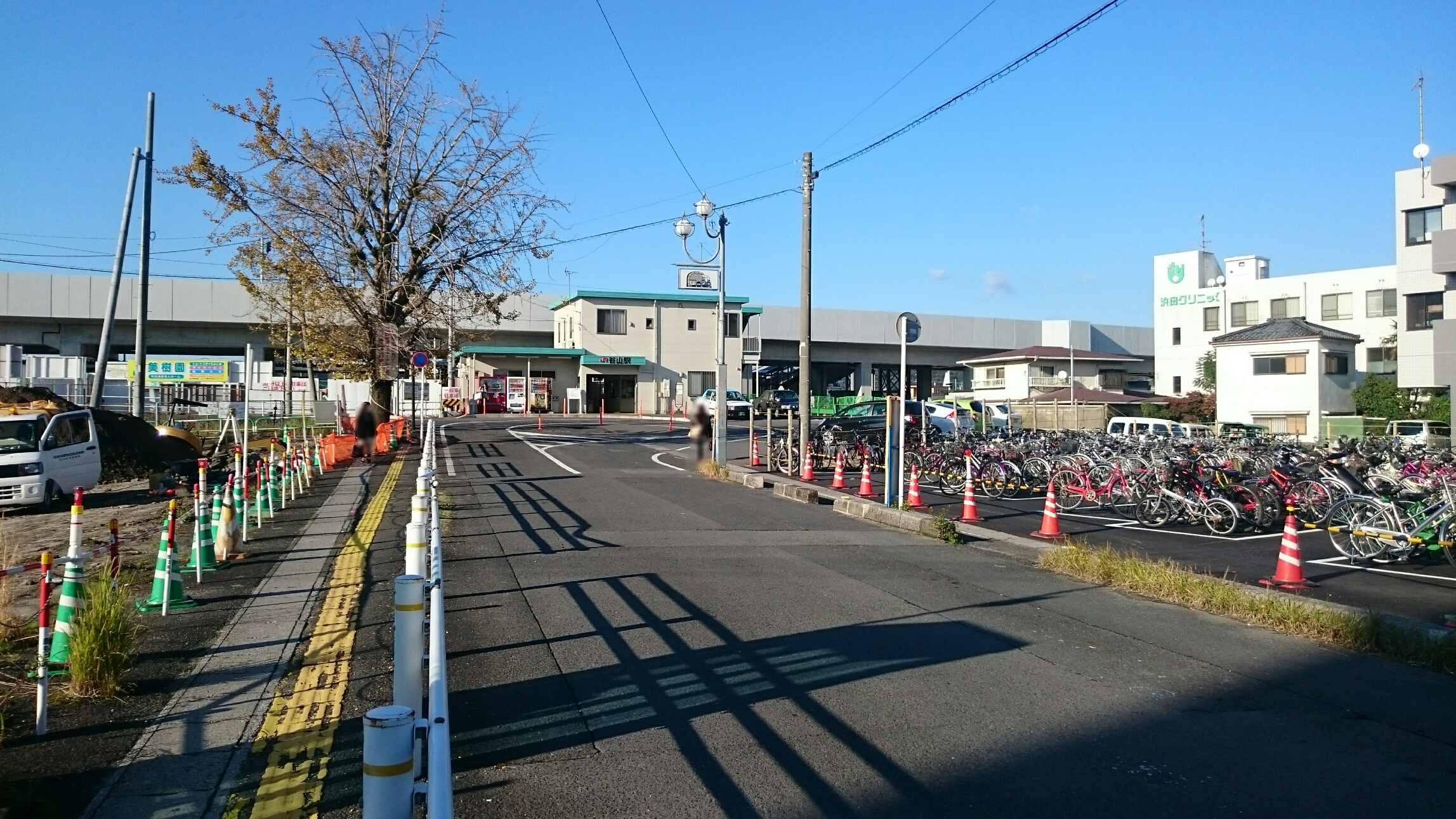
鹿児島県道212号谷山停車場線

### 鉄道
九州旅客鉄道指宿枕崎線
- 谷山駅

### 道路
一般国道
- 国道225号

主要地方道
- 鹿児島県道20号鹿児島加世田線

一般県道
- 鹿児島県道212号谷山停車場線

## 出身著名人
- 赤崎貞幹（江戸時代の武士、漢学者）[32][33]